# 宣昶有
宣昶有（1976年—），出生於台灣新竹市，台灣企業家，創辦宣捷生技公司。宣明智之子。

## 生平
中學就讀新竹科學園區實驗中學，之後赴美國留學，至美國就讀高中，在德州達拉斯的南美以美大學就讀電機系。畢業後至矽谷，擔任IC設計工程師。25歲時，因車禍，經中醫治療好轉，因此決定進入加州一所中醫文化大學學習針灸及中醫。

2000年取得加州針灸及中醫執照，隨後到上海交大臨床醫學系攻讀腎臟風濕科，並在附屬第六人民醫院當研究生，協助臨床醫療工作，2010年拿到執業醫師資格。
在其父支持下，宣昶有向生技領域發展，創辦宣捷公司，在中國發展幹細胞技術。

## 家庭
其妻王敏，為新長豐實業公司董事長王公展的次女，兩人育有兩個孩子。
2013年8月1日，王敏聲稱宣昶有家暴，帶著二子回到娘家。8月10日，宣明智與宣昶有至王敏家準備探視二子，王敏請家事警察到現場，阻止探視。9月10日，王敏向家事法庭申請暫時保護令。隨後進入離婚訴訟，2016年新竹地院判准離婚。